# Isole Orcadi Meridionali
Le Isole Orcadi Meridionali sono un gruppo di isole antartiche situate alla latitudine da 60°50'S a 60°83' S e longitudine da 44°25' O a 46°25' O nel mare antartico.

## Storia
Le isole Orcadi Meridionali sono state scoperte nel 1821 da due cacciatori di foche: l'americano Nathaniel Palmer e il britannico George Powell. Powell chiamò l'isola maggiore Coronation perché era l'anno dell'incoronazione di Giorgio IV. Chiamò inoltre l'arcipelago "isole di Powell".
Nel 1823, James Weddell esplorò le isole, diede all'arcipelago il nome attuale e cambiò nome ad alcune delle isole. Successivamente, le isole furono visitate frequentemente dai cacciatori di foche e balenieri ma non venne effettuata nessuna esplorazione completa fino alla spedizione di William Speirs Bruce a bordo dello Scotia nel 1903, che trascorse l'inverno sull'isola di Laurie. Bruce esplorò le isole, modificò alcuni dei nomi dati da Weddell e stabilì una stazione meteorologica, che venne rilevata da meteorologi argentini alla sua partenza nel 1904. 
Questa stazione, rinominata Orcadas nel 1951, è ancora oggi in funzione ed è la più vecchia stazione di ricerca abitata senza interruzioni nell'Antartide.
Nel 1908, l'arcipelago è divenuto parte della dipendenza delle Isole Falkland. 
Il Regno Unito e l'Argentina si contendono la sovranità sulle isole, ma poiché sono situate al di sotto del 60° S, l'arcipelago è sotto la tutela del Trattato antartico.

## Isole principali
- Isola dell'Incoronazione 60°35′34″S 45°34′22″W
- Isola Laurie 60°42′58″S 44°34′28″W
- Isola di Signy 60°42′22″S 45°38′08″W
- Isola Powell 60°41′04″S 45°02′57″W
- Isole Larsen 60°36′02″S 46°04′01″W
  - Isola di Monroe 60°36′S 46°03′W
- Isole del Monaco 60°40′00″S 45°55′00″W
- Isole Inaccessibili 60°34′S 46°44′W
- Isole Robertson 60°46′S 45°09′W
- Isola Moe 60°44′S 45°41′W
- Isola Lynch 60°39′S 45°36′W